# Al Herman
Al Herman és un pilot estatunidenc de curses automobilístiques nascut el 15 de març del 1927 a Topton, Pennsilvània,
Herman va córrer a la Champ Car a les temporades 1955-1957, i 1959-1960 incloent-hi la cursa de les 500 milles d'Indianapolis que va córrer els anys 1958, 1960, 1961 i 1963.
Va morir el 18 de juny del 1960 a West Haven, Connecticut en un accident a una cursa de midget cars.

## Resultats a la Indy 500
| Any    | Cotxe  | Sortida | Vel. mitja | Pos.   | Final  | Voltes | V. Líder | Retirat        |
| ------ | ------ | ------- | ---------- | ------ | ------ | ------ | -------- | -------------- |
| 1955   | 71     | 16      | 139.811    | 15     | 7      | 200    | 0        | Acaba la cursa |
| 1956   | 12     | 27      | 141.610    | 23     | 28     | 74     | 0        | Accident       |
| 1957   | 89     | 30      | 140.007    | 29     | 21     | 111    | 0        | Accident       |
| 1959   | 89     | 23      | 141.939    | 29     | 13     | 200    | 0        | Acaba la cursa |
| 1960   | 76     | 30      | 141.838    | 31     | 32     | 34     | 0        | Embragatge     |
| Totals | Totals | Totals  | Totals     | Totals | Totals | 619    | 0        |                |

| Sortides     | 5 |
| Poles        | 0 |
| Voltes líder | 0 |
| Victòries    | 0 |
| Top 5        | 0 |
| Top 10       | 1 |
| Retirat      | 3 |

## A la F1
El Gran Premi d'Indianapolis 500 va formar part del calendari del campionat del món de la Fórmula 1 entre les temporades 1950 a la 1960.
Els pilots que competien a la Indy durant aquests anys també eren comptabilitzats pel campionat de la F1.
Al Herman va participar en 5 curses de F1, debutant al Gran Premi d'Indianapolis 500 del 1955 i va participar en el Gran Premi d'Indianapolis 500 en 4 ocasions més.

### Palmarès a la F1
- Participacions: 5
- Poles: 0
- Voltes Ràpides: 0
- Victòries: 0
- Punts vàlids per la F1: 0